# Đức Kitô xứ Wales (Castiglioni)

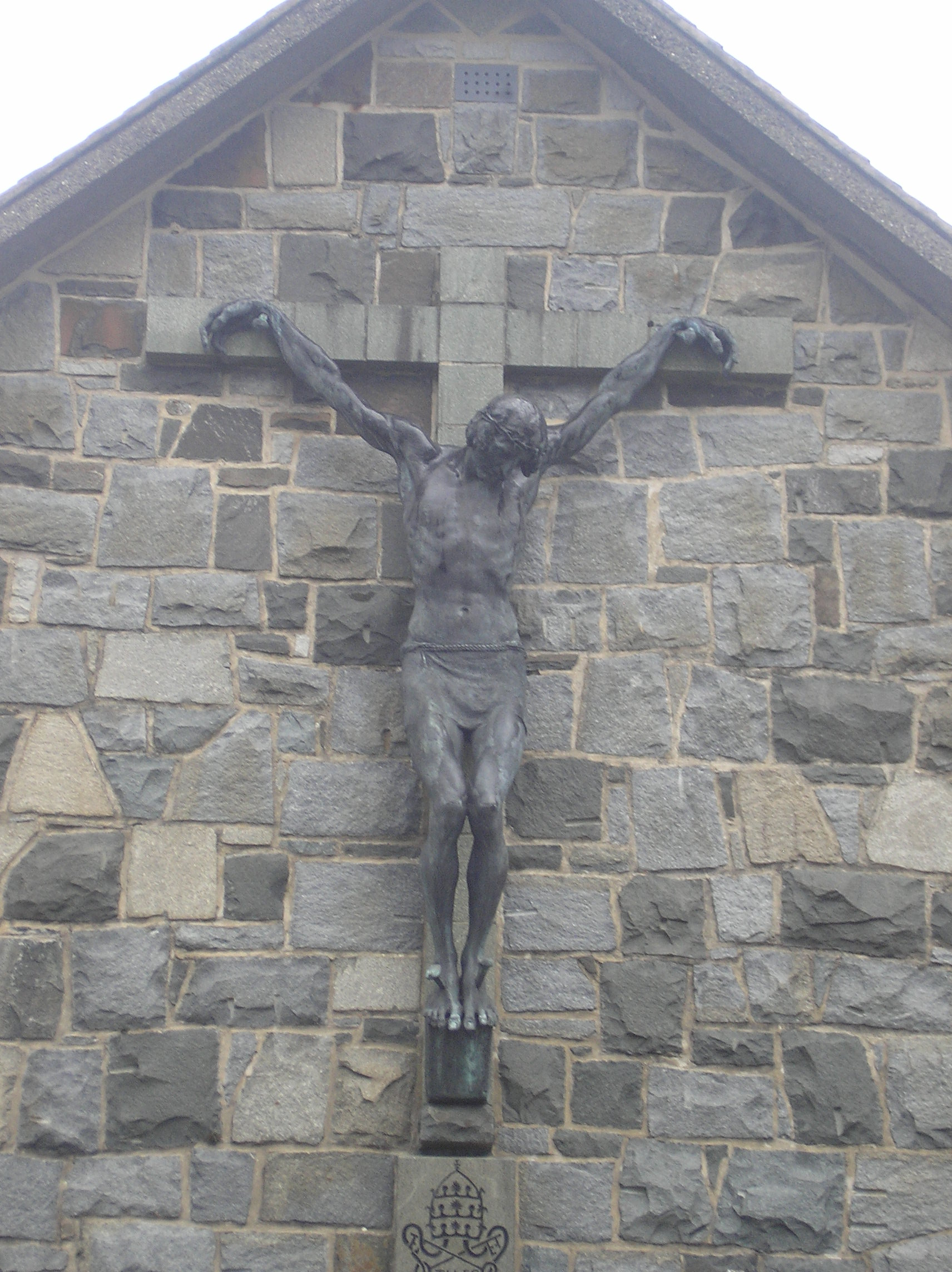
Bàn thờ của Đức Kitô tại Nhà thờ "Our Lady of Seven Sorrows", Dolgellau, Galles, 1966

Đức Kitô xứ Wales (Il Cristo del Galles di Castiglioni) là một tác phẩm điêu khắc đồ sộ được thực hiện bởi Giannino Castiglioni vào năm 1966.
Giannino Castiglioni đã điêu khắc một tác phẩm bằng đồng có kích thước lớn, dự định làm bàn thờ, là Đức Kitô xứ Wales, tại Nhà thờ Our Lady of Seven Sorrows vào năm 1966 tại Dolgellau, Wales, Vương quốc Anh.

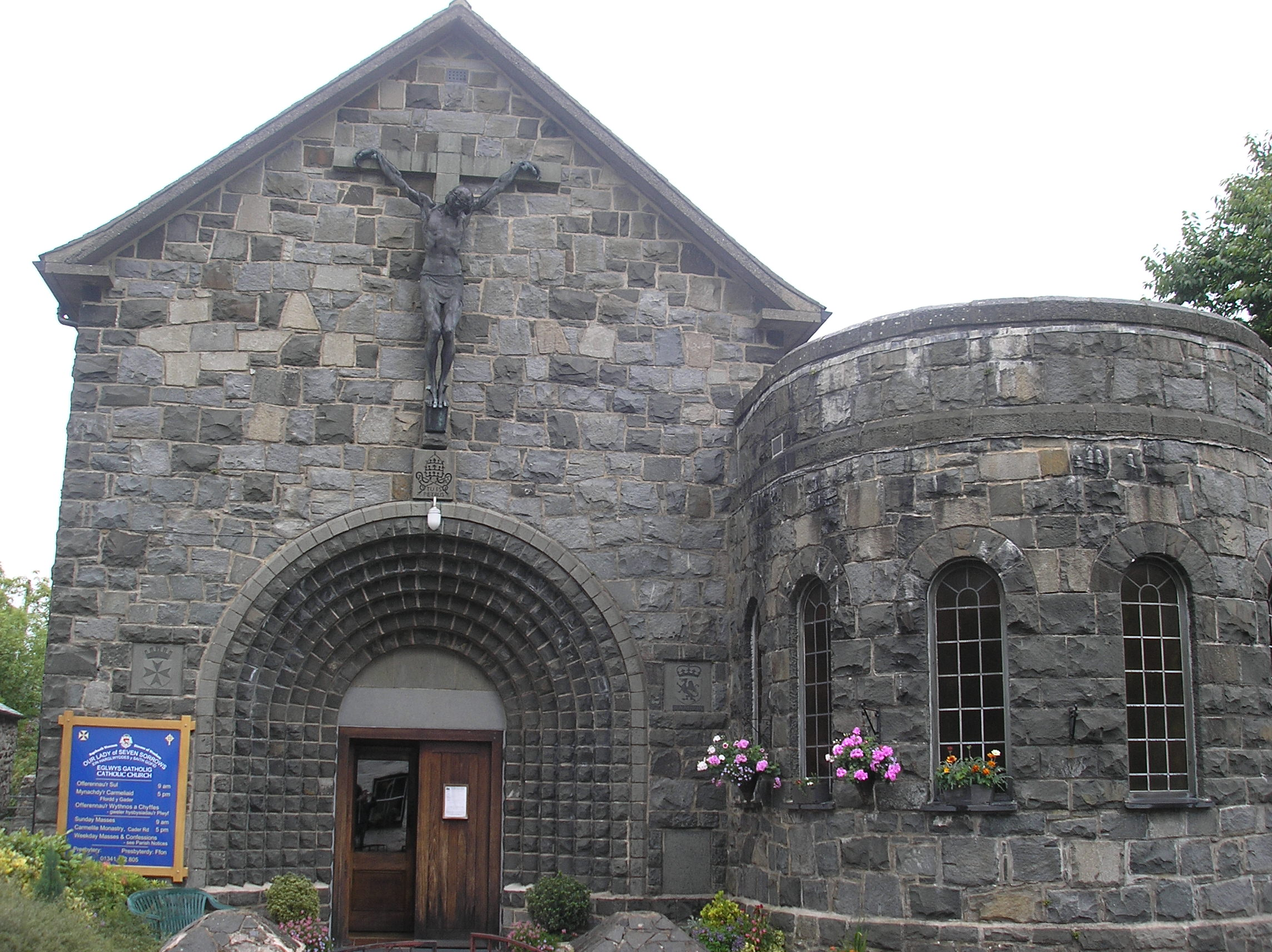
Bàn thờ của Đức Kitô tại Nhà thờ "Our Lady of Seven Sorrows", Dolgellau, Galles, 1966

Tác phẩm đại diện cho một Đức Kitô bị đóng đinh với vương miện gai. Tác phẩm điêu khắc đồ sộ chiếm ưu thế trên bàn thờ, chứng thực sự đau khổ của đức Kitô. Castiglioni đã thực hiện tác phẩm tại Lierna, trong xưởng của ông ở đường Roma nhìn ra Hồ Como, và sau đó đã nhiều lần đến Vương quốc Anh để lắp đặt.